# Lyminster
Lyminster – wieś w Anglii, w hrabstwie West Sussex, w dystrykcie Arun. Leży 17 km na wschód od miasta Chichester i 81 km na południe od Londynu. W 2001 miejscowość liczyła 351 mieszkańców.